# Baix Gaià
El Baix Gaià és una comarca natural no oficial a l'est de la comarca del Tarragonès. Limita a l'est amb el Baix Penedès i al nord amb l'Alt Camp. Els seus municipis més importants són Torredembarra (que n'és la capital), Altafulla, Roda de Berà i Creixell, tots ells costaners, malgrat que és una comarca lligada a la conca hidrogràfica del riu Gaià i del seu tram més baix. Es tracta d'una reivindicació d'una zona en el passat més lligada al Penedès que al Camp de Tarragona, tot i que actualment se l'ubica dins d'aquest darrer. Gairebé la totalitat dels municipis que en formen part pertanyen a l'administració comarcal del Tarragonès, a excepció de Bonastre. Hi ha molts pobles que tot i formar part de la conca del Gaià no han fet manifesta la seva voluntat de deslligar-se de les seves actuals comarques i crear aquesta nova.

## Poblacions
La comarca la formen els termes municipals del Catllar, Renau, Vespella de Gaià, Salomó, La Nou de Gaià, La Riera de Gaià, La Pobla de Montornès, Altafulla, Torredembarra, Creixell i Roda de Berà. D'altra banda, al terme municipal de Tarragona hi ha diversos nuclis que geogràfica i històricament pertanyen a aquesta unió. Així, els nuclis de Tamarit, Ferran, Monnars i La Móra són antics agregats a la ciutat, però que formarien part d'aquesta nova divisió

## Població
La població del conjunt de municipis del Baix Gaià es mantindrà estable, amb una lleugera tendència a la baixa, durant la primera meitat del s.XX, sense arribar a superar els 10.000 habitants. Aquest estancament és manté fins a l'any 1960, a partir d'aquí agafa una línia ascendent que encara es manté avui dia.
- 1900: 8.932 habitants

- 1910: 8.576

- 1920: 8.488

- 1930: 8.289

- 1940: 7.779
- 1950: 7.758

- 1960: 8.350

- 1970: 9.885

- 1980: 12.008

- 1990: 15.068

- 2000: 24.583

## Economia
Tradicionalment, al Baix Gaià, en el sector primari va dominar la pagesia, en què predominen els garrofers, vinyes (a la zona més propera al Penedès) i oliveres. També, històricament, va tenir un paper destacat la petita ramaderia, sobretot per l'autoconsum. En els municipis costaners la pesca era un puntal essencial per a l'economia, en barris com Baix a Mar, bona part de la població estava lligada amb el món pesquer. Aquest sector va predominar clarament durant la primera meitat del segle xx.
Quant al sector secundari cal dir que va tenir molt de pes a mitjan segle. L'empresa tèxtil Hermen Cortasa s'instal·là a Torredembarra creant llocs de treball, igual que l'empresa de refrectaris Llovet, entre d'altres.
Pel que fa al sector terciari va agafar impuls a partir del Pla d'Estabilització (1959). D'ençà, la comarca del Baix Gaià, ha desenvolupat la part econòmica a través del turisme (tant de la resta de l'Estat com estranger), sobretot les viles costaneres.

## Suport polític i associatiu
Des dels anys vuitanta fa que se sent aquesta reivindicació, malgrat tenir precedents en temps de la Segona República espanyola. Fins i tot ha arribat a formar part del nom de diverses entitats i partits com a Alternativa Baix Gaià, candidatura independentista d'esquerres (amb representació a l'ajuntament de Torredembarra) i d'entitats com el Col·lectiu Independentista del Baix Gaià La Gaianada. També hi està força implicat Salvem el Gaià, una plataforma que pretén fer conèixer el territori i conservar un cabal ecològic del riu que alhora permeti preservar-ne la fauna i la flora.
Pel que fa als alcaldes, des de fa anys la majoria d'ells aposta per la mancomunitat. La voluntat d'aquests pobles, però, es veu frenada per l'immobilisme de les administracions, sobretot de la Generalitat, que no ofereix gaire flexibilitat pel que fa a noves divisions.